# Волтер Ајзаксон
Волтер Ајзаксон (енгл. Walter Isaacson; Њу Орлеанс, 20. мај 1952) је амерички писац и новинар. Тренутно је генерални директор института Аспен, као и професор на Универзитету у Тулани. Био је председник управног одбора и генерални директор Си-Ен-Ен- а, као и главни уредник часописа Тајм.

## Младост и образовање
Волтер Ајзаксон је рођен у Њу Орлеансу, Луизијани, као први син Ирвина и Бети Ајзаксон. Његов отац је био инжењер са великим интересовањем за науку, док је његова мајка била агент за некретнине. Ајзаксон је похађао школу Исидор Њуман у Њу Орлеансу, где је био председник студената. Пре него што је дипломирао на Харварду, 1974, похађао је Дип Спрингс колеџ. На Харварду, Ајзаксон је био председник Друштва, као и члан Harvard Lampoon. Нешто касније, Ајзаксон је похађао Универзитет Оксфорд, као стипендиста на Пембрук колеџу, где је студирао филозофију, политику и економију и дипломирао као најбољи у генерацији.

## Каријера

### Медији
Ајзаксон је започео каријеру у новинарству у британском листу The Sunday Times of London, пратећи позицију у  New Orleans Times-Picayune.  Придружио се магазину Тајм 1978. године, где је био политички дописник, национални уредник и уредник нових медија, све док није постао 14. уредник часописа, 1996. године.
Волтер Ајзаксон је постао председник управног одбора и генерални директор Си-Ен-Ен- а у јуну 2001. године, замењујући на том месту Тома Џонсона. Убрзо након његовог именовања у Си-Ен-Ен - у, Ајзаксон је привукао пажњу тражећи ставове лидера Републиканске странке на Капитол Хилу у вези са критикама да је Си-Ен-Ен емитовао садржај који је био необјективан према републиканцима или конзервативцима. Понашање генералног директора критиковано је и од стране организације Fairness & Accuracy In Reporting (FAIR), која је наводила да је Ајзаксоново “понижавајуће” понашање давало конзервативцима моћ над Си-Ен-Ен - ом.
У јануару 2003. године, Ајзаксон је најавио да ће одступити са функције директора Си-Ен-Ен- а, како би постао председник Аспенског института. На његово место, за директора Си-Ен-Ен - а је постављен Џим Волтон.
Ајзаксон је био председник и генерални директор Аспенског института од 2003. до 2018. године, када је објавио да ће се повући како би постао професор историје на Универзитету у Тулани и саветодавни партнер у компанији за финансијске услуге Perella Weinberg Partners у Њујорку.

### Књиге
Волтер Ајзаксон је аутор књига: Ајнштајн: Живот и универзум (2007), Бенџамин Френклин: Један амерички живот (2003) , Кисинџер : Биографија (1992), Стив Џобс: Биографија (2011) и Леонардо да Винчи : Биографија (2017), а заједно са Еваном Томасом написао је књигу Мудраци: Шест пријатеља и свет који су створили (1986).

### Влада
У октобру 2005. године гувернер Луизијане именује Волтера Ајзаксона за потпредседника Луизијанског одбора за опоравак од урагана Катрина, који надзире расподелу средстава. Децембра 2007. године, именован је од страје председника Џорџа Буша за преседавајућег америчко – палестинског партнерства, које настоји створити боље економске и образовне могућности на територији Палестине. Државна секретарка Хилари Клинтон, именовала је Ајзака за потпредседника Партнерства за нови почетак, који подстиче приватне иновације и партнерства у муслиманском свету.
Он је такође био и копредседавајући америчко - вијетнамског дијалога о агенту Оранж. Председник САД - а, Барак Обама, именовао је Ајзаксона 2009. године за председника одбора за радиодифузију, који води Глас Америке, Радио Слободна Европа и друге међународне емисије владе САД - а. На тој позицији је био до јануара 2012. године. Године 2014, именован је од стране градоначелника Њу Орлеанса за копредседавајућег комисије која је планирала обележавање 300 година града 2018. године.  Следеће године именован је за члана одбора My Brother's Keeper, који настоји да спроведе иницијативу председника Обаме за борбу против сиромаштва младих.
Члан је саветодавног одбора за иновације у Министарству одбране САД - а.

## Позиције
Ајзаксон је саветодавни партнер у фирми за финансијске услуге Перела Винберга. Такође, он је и председник одбора Teach for America, а налази се и у одборима Јунајтед Ерлејнс– a, Универзитета Тулане, Рокфелер фондације, Научног института Карнеги, као и Удружења историчара Америке, где је и председник од 2012. године.
У марту 2019. године, Ајзаксон је постао и главни уредник и виши саветник за Arcadia Publishing, где ће се бавити промоцијом и уређивањем књига, као и развојем нових стратегија и партнерстава компаније.
Ајзаксон је сарадник Одељења за историју науке, као и члан Lowell House Senior Common Room на Харварду. Такође, он је и почасни члан Пембрук колеџа у Оксфорду.
Волтер Ајзаксон предаје на Универзитету у Тулани курс Историја дигиталне револуције, отворени семинар испуњен дискусијом о технологији, култури и напретку друштва.

## Почасти
За књигу Стив Џобс, Ајзаксон је 2012. године освојио Gerald Loeb награду за пословну књигу.
У 2012. години је од стране магазина Тајм постављен на листу 100 најутицајнијих људи на свету.
Ајзаксон је члан Краљевског друштва уметности и добио је медаљу Бенџамина Френклина за 2013. годину. Такође је члан Академије наука и уметности, Америчког филозофског друштва, као и почасни сарадник Пембрук колеџа, Оксфорд.
Године 2014. Национална задужбина за хуманистичке науке изабрала је Ајзаксона за Џеферсоново предавање (Jefferson Lecture), највећу част америчке савезне владе, за достигнућа у хуманистичким наукама.